# Jama Taforalt
Jama Taforalt ali Grotte des Pigeons je jama v provinci Berkane, regija Aït Iznasen, Maroko, verjetno najstarejše pokopališče v severni Afriki. Vsebovala je vsaj 34 okostnjakov iberomavrskih mladostnikov in odraslih ljudi, pa tudi mlajših, iz zgornjega paleolitika pred 15.100 do 14.000 koledarskimi leti. Obstajajo arheološki dokazi o poselitvi Iberomavrov na tem mestu med 23.200 in 12.600 koledarskimi leti, pa tudi dokazi o okupaciji Aterije, stari celo 85.000 let.

## Opis najdišča
La Grotte des Pigeons je jama v vzhodnem Maroku blizu vasi Taforalt. Človeško delo in naravni procesi v jami so ustvarili 10 m debelo zaporedje arheoloških plasti, ki datirajo pred najmanj 85.000 do 10.000 leti. Te zasedbene plasti vključujejo predmoustersko, atersko in iberomavrsko litično industrijo ter nenavadno nelevalloiško industrijo med aterijsko in iberomavrsko industrijo, ki sega v ok. 24.500 let  v preteklost. Te industrije izvirajo iz srednje kamene dobe in mlajše kamene dobe. Pri izkopavanjih iberomavrskih plasti izpred 15.100 do 14.000 let so odkrili na desetine pokopov, pri čemer nekateri kažejo dokaze posmrtne obdelave. Nekateri pokopi kažejo na morebitne obredne prakse, kar dokazuje vključitev živalskih ostankov, kot so rogovi, mandibule, kopito in zob, poleg rastlinskih makroostankov, kot so Ephedra, želodi (Quercus) in pinjole (Pinus pinaster). Ephedra, znana po svoji obsežni uporabi v tradicionalni medicini, je morda imela velik pomen v pogrebnih ritualih, saj je med temi dejavnostmi lahko služila tako simboličnim kot praktičnim namenom. Globoko in zelo razslojeno jamsko dno je med številnimi artefakti različnih starosti odkrilo ognjišča, litike in kroglice iz školjk. Suha jama je prispevala k opazni stopnji ohranjenosti med ostanki in artefakti.

## Geografija
Območje leži okoli strmih hribov, skalnatih gora in naravne vegetacije termo-sredozemskega biocona, vključno s Tetraclinis articulate in Pinus halenpensis. Samo območje je v vzhodnem delu Maroka v bližini skupnosti Taforalt (Tafoughalt) na (34°48′38″ S, 2°24′30″ Z). Veliko ustje jame se odpira proti severovzhodu in ima površino > 400 m2. Danes leži območje okoli 40 km od sredozemske obale in na nadmorski višini 720 m.

## Kultura
Najzgodnejše plasti človeškega prebivališča v jami, ki segajo pred 85.000 do 82.000 let, vsebujejo dokaze o predmousterski industriji, kjer ni očitnih dokazov o litični tehnologiji Levallois. Naslednji (novejši) sloji vsebujejo stranska strgala, majhna radialna Levalloisova jedra in tanke, bifacialno obdelane listnate konice, značilne za aterijsko tehnološko industrijo. Te aterijske plasti so bile datirane izpred približno 32.000 do >40.000 let, čeprav so druge raziskave odkrile, da se je nelevalloiška industrija nadaljevala na tem mestu do pred 25.000 leti. Pred približno 21.000 leti je iberomavrska industrija, ki so jo zaznamovali rezila z mikrolitsko podlago, postala prevladujoč arheološki material, ki so ga našli na mestu. Te iberomavrske plasti vsebujejo mikrolitike, lupine nojevih jajc, potencialno obredne primarne in sekundarne pokope ter opazno povečanje ostankov kopenskih polžev, kar kaže na premik v prehranjevalnih praksah.

## Zgodovina izkopavanj
Jama je bila odkrita leta 1908, izkopavana pa v letih 1944–1947, 1950–1955, 1969–1977 in 2003–2018. Veliko terenskih zapisov iz zgodnjih izkopavanj je bilo izgubljenih. Leta 1951 je Rochejeva ekipa odkrila človeške ostanke, povezane z Iberomavrusom. Rochejevo izkopavanje je naletelo na 10 metrov arheoloških usedlin, pri čemer je Iberomavrus zasedel vrh 2 do 3 m. Na to isto razslojenost so naleteli pri kasnejših izkopavanjih v drugih delih jame. Zaradi na desetine okostij, ki jih je našel Roche v 1950-ih in pokopov med izkopavanji Bouzouggarja, Bartona in Humphreya, ki potekajo od leta 2003, Grotte des Pigeons predstavlja verjetno najzgodnejše in najobsežneje uporabljeno znano prazgodovinsko pokopališče v severni Afriki.

## Stratigrafija
Stratigrafija v Grotte des Pigeons, ki sega do globine 10 m, kot v primeru Rochejevih izkopavanj, se nekoliko razlikuje po vsej jami, vendar sledi preprostemu vzorcu, ki temelji na njihovi barvi: serija Gray prekriva rumeno serijo. Rumena serija sega od začetka zasedbe jame pred približno 85.000 leti do ok. 15.000 pred sedanjostjo. Prekrivna serija Gray je iz ok. Pred 15.000 do 12.500 pred sedanjostjo in se je zato hitro kopičila v približno 2500 letih. Za serijo Gray, povezano s poznejšim iberomavrskim, so značilna obsežna ognjišča in usedline oglja (od tod tudi njena barva), skupaj z vsemi pokopi na tem mestu. Rumena serija je povezana s prejšnjimi iberomavrskimi, pa tudi z levalloisskimi artefakti aterijske industrije. Povečana gostota artefaktov in dokazi o proizvodnji hrane v seriji Gray se vidijo kot znak celoletne zasedenosti na mestu, medtem ko rumena serija velja za dokaz sezonskega bivanja z občasnimi obdobji brez ljudi. Med 18.000 in 20.000 leti pred sedanjostjo obstaja teoretizirana 2000-letna vrzel bivanja, pri čemer je ta sterilna plast opažena v sektorju 8 Bartonovih izkopavanj, čeprav druga izkopavanja blizu ustja jame izpodbijajo to ugotovitev.

## Datacija
S 67 radiokarbonskimi datumi je Taforalt najobsežneje datirano najdišče severnoafriške mlajše kamene dobe. Od leta 1960 so ga datirali s konvencionalnim in AMS radiokarbonskim datiranjem, OSL, TL in U-serijo. Če pogledamo vse datume, pridobljene pri izkopavanjih, se datumi bivanja v tej jami raztezajo od 12.500 do 85.000 let pred sedanjostjo s premikom k stalnemu bivanju približno 15.000 pred sedanjostjo. Lokalni okoljski podatki pomagajo ugotoviti sezonskost lokacije, saj je velik del sodobne vegetacije uporabljalo prazgodovinsko prebivalstvo in sledi določenemu sezonskemu procesu proizvodnje hrane. Prisotnost rastlinskih ostankov, ki bi bili pobrani spomladi, kaže, da je bila jama ali bližnja okolica naseljena v tem obdobju. Približki za okoljske razmere med fazami zasedbe jame so na voljo iz lesnega oglja in dokazov o malih sesalcih. Značilnost, ki je zelo zanimiva pri zapisu oglja, se nanaša na nihajočo prisotnost cedre v zaporedju C–F. Cedra trenutno raste v Maroku le od ≈1300–2600 m v Rifu, Srednjem Atlasu in vzhodnem Visokem Atlasu, njegova prisotnost v celotnem zapisu Taforalt pa poudarja pomemben premik vegetacije od holocena. Zlasti v vegetaciji, ki jo je izkopal Barton v skupini E, prevladuje prisotnost Cedrus atlantica in listavcev Quercus, pri čemer se slednji zmanjšuje na račun Cedrus. To je skladno z ohlajanjem in sušenjem okolja, ki prihaja s spremembo v montansko podnebje. Ta podnebni premik sovpada z datumi, pridobljenimi iz skupine E, in potrjuje datume, pridobljene tam.

## Arheološke najdbe

### Artefakti
Litične zbirke, odkrite pri izkopavanjih v Grotte des Pigeons, odražajo široko paleto tehnologij in vključujejo neretuširane in retuširane kosmiče in rezila, jedra rezil z enojno in nasprotno ploščadjo, rečne tlakovce, mikroburine, konice La Mouillah, rezila s hrbtno stranjo, rezila Ouchtata, rezila s topimi konci, stranska strgala, velika bifacialna orodja, školjkaste kroglice, povezane z bifacialnimi foliati in tangastimi orodji, povezanimi z aterijansko kulturo, in potencialne skalne palete.

### Živalski ostanki
Ostanki živali, najdeni na tem mestu, so večinoma videti kot živilski odpadki, čeprav so izkopavanja v 1950-ih in 2000 ter 2010-ih odkrila pokope, povezane z rogovi antilope, govejimi rogovi in vsaj enim konjskim zobom. Bolj sedeča faza Gray serije vključuje precejšnjo količino kopenskih ostankov mehkužcev v povezavi z ognjišči, kar kaže na obsežno zbiranje in kuhanje kopenskih polžev. Najzgodnejše plasti izpred približno 80.000 let vsebujejo kroglice školjk N. gibbosulus, vendar analiza teh školjk kaže, da so bile zbrane ob sredozemski obali, potem ko so bile mrtve. Pepelnate leče iz aterijskih nivojev okoli 80.000 pred sedanjostjo vsebujejo veliko Otala pikčasto točko, ki kaže na manjše izkoriščanje kopenskih polžev pred serijo Gray.

### Cvetlični ostanki
Rastlinske vrste, najdene v jami, dajejo predstavo o tem, kakšno je bilo okolje v obdobjih človekovega bivanja z zoglenelimi ostanki želoda črnike (Quercus ilex L.), pinjol obmorskega bora (Pinus pinaster Aiton), brina (Juniperus phoenicea L.), pistacije (Pistacia terebinthus L.) in divjega ovsa (Avena sp.), ki je bila pridobljena po tem, ko so jo verjetno zbrali in predelali prejšnji prebivalci.

### Človeški ostanki
Sektor 10, ki ga je izkopal Humphrey, in grobišča, ki jih je izkopal Roche v 1950-ih, tvorijo sosednje in prostorsko razmejeno skupno grobišče z več desetimi tesno razporejenimi grobovi. Prisotnost tako artikuliranih kot deartikuliranih kosti kaže na obsežno uporabo in ponovno uporabo grobišča z dokazi o sekundarnem pokopu in selektivnem odstranjevanju kosti, kar pogosto moti ali skrajša prejšnje pokope. Nekateri pokopi so bili pokriti z velikimi kamni, ki so preprečili prihodnje motnje zaradi pokopov. Rochejeva izkopavanja so prvotno ocenila, da so našli ostanke približno 180 posameznikov, vendar so kasnejše raziskave to oceno prilagodile na med 35 in 40 posameznikov. Roche teh ostankov ni datiral neposredno, vendar so bili na podlagi stratigrafije iz večje globine in zato starejši od tistih v sektorju 10. Nedavna izkopavanja, ki so potekala v sektorju 10, so odkrila trinajst delno zgibnih okostij skupaj z vzorcem razčlenjenih kosti. Sedem vzorcev kosti iz sektorja 10 je dalo oceno starosti med približno 15.077 in 13.892 leti, kar ustreza dnu depozitov serije Gray, ki so jih opazili pri izkopavanjih sektorja 8. Pokopi, ki so proti sprednjemu delu jame, in tisti, ki so višje znotraj depozitov, so verjetno postopoma mlajši in zato sočasni z višjimi nivoji v depozitih serije Gray, zabeleženih v sektorju 8. Razpon pogrebnih praks je očiten na podlagi izkopavanj grobov, ki so potekala. Zdi se, da so bili nekateri ostanki primarno pokopani, drugi pa so po odstranitvi zaradi morebitnih obrednih praks ohranili sekundarno pokopavanje. Dokazi o namernem spreminjanju po smrti vključujejo vreznine, ki ne kažejo na kanibalizem, in obsežno oker obarvanost z enim grobom, grob XII, ki vsebuje posameznika 1 z obema vrezninama in oker obarvanostjo na večini skoraj nedotaknjenega okostja. Rochejeva izkopavanja so odkrila eno samo spodnjo čeljust iz aterijskih ravni.
Analiza žvečilnih in nežvečilnih zobnih sprememb med ostanki, najdenimi v 1950-ih, je pokazala zelo visoko stopnjo (90 %) avulzije zgornjih osrednjih sekalcev, kar je posledično vodilo do povečane uporabe proksimalnih zob. Ritualno odstranjevanje zob je poznano tudi drugod v tej regiji na drugih točkah prazgodovine in zgodovine in je verjetno potekalo med vstopom v odraslost. Naloge zob pri predelavi hrane se odražajo v velikem drobljenju, kar morda kaže na grobo prehrano, ki vključuje kosti in lupine. Polovica preživelih zob (51,2 %) je imela kariozne lezije, medtem ko naj bi se arheološki lovci-nabiralci gibali med 0 % – 14,3 %, poljedelci pa med 2,2 % – 48,1 %. Te številke so verjetno posledica želoda in pinjol, ki bi bili zbrani in predelani, kar bi povzročilo fermentirane ogljikove hidrate. Ženske v populaciji ne kažejo enake obrabe proksimalnih zob, saj njihovi zgornji osrednji sekalci običajno niso bili odstranjeni.
Analiza nemetričnih zobnih lastnosti iz leta 2000 je pokazala genetsko kontinuiteto od končnega pleistocena naprej v iberomavrskih in kapsijskih območjih. Na podlagi zobovja je Joel D. Irish ugotovil povezavo med Iberomavrijci, zlasti tistimi iz Taforalta, ter pozneje Magrebom in drugimi severnoafriškimi vzorci. Tako je določena mera dolgoročne kontinuitete prebivalstva v Magrebu in okolici podprta, medtem ko je večja severnoafriška populacijska heterogenost v poznem pleistocenu implicirana z velikimi razlikami z Džebel Sahaba, vendar podobnosti med Taforaltom in Afaloujem.
Leta 1999 sta Colin Groves in Alan Thorne pri preučevanju treh severnoafriških vzorcev iz pleistocena/holocena Taforalt opisala kot »kavkazoidnega« in je spominjala na poznopleistocenske Evropejce, medtem ko je bil Afalou vmesni. Nasprotno pa so bili sudanski ostanki iz Džebel Sahaba opisani kot »negroidni«.

## Status svetovne dediščine
To območje je bilo 1. julija 1995 dodano na Unescov poskusni seznam svetovne dediščine v kategoriji Kultura pod imenom Grotte de Taforalt.